# Jean-Claude Sandrier
Pour les articles homonymes, voir Sandrier.
Jean-Claude Sandrier, né le 7 août 1945 à Gannat (Allier), est un homme politique français.
Membre du Parti communiste français, il est conseiller général du Cher de 1988 à 1998, conseiller régional du Centre de 1998 à 2004, maire de Bourges de 1993 à 1995 et député du Cher de 1997 à 2012.

## Biographie
Jean-Claude Sandrier est titulaire d'un brevet de technicien supérieur de chimie. Il commence sa carrière comme technicien aux Établissements militaires de Bourges, où il travaille sur les poudres et les explosifs.
Il adhère au Parti communiste français en 1969. En 1977, alors que la gauche accède au pouvoir municipal de Bourges, il devient secrétaire de la fédération du Cher du parti.
Il entre au conseil municipal dans le second mandat de Jacques Rimbault en 1983, s'occupant des sports. Adjoint au maire, il devient premier adjoint en 1989, puis maire de Bourges après le décès de Jacques Rimbault. Il exerce cette fonction jusqu'en 1995, perdant aux élections municipales face à Serge Lepeltier, à la tête d’une liste RPR-UDF.
Il est élu conseiller général du Cher en 1988, puis conseiller régional en 1998.
En 1999, Jean-Claude Sandrier, remet au président (PS) de la Région Centre, Michel Sapin, un rapport sur le Giat. Depuis plusieurs années, le bassin d'emploi de Bourges souffre de la crise de l'armement. Dans la région, le plan social du groupe entraînera la fermeture du site de Salbris en 2000, et une nouvelle réduction d'effectifs à Bourges.
Il est élu député le 1er juin 1997, pour la XIe législature (1997-2002), puis pour la XIIe (2002-2007) dans la deuxième circonscription du Cher. Réélu le 17 juin 2007, il fait partie du groupe Gauche démocrate et républicaine dont il a été président. Conseiller municipal de la ville de Vierzon depuis mars 2008, il a été élu président de la communauté de communes Vierzon, Pays des Cinq Rivières.
En 2004, il est l'un des cinq députés communistes à avoir voté la loi sur les signes religieux dans les écoles publiques françaises, quatorze votant contre.
En 2010, il désapprouve le souhait de Nicolas Sarkozy de supprimer l'ISF.
Avec deux autres députés communistes, Marie-George Buffet, Roland Muzeau, il appelle en 2011 les communistes à voter pour Jean-Luc Mélenchon pour la désignation du candidat du Front de gauche pour 2012.
En 2012, il ne se représente pas pour un quatrième mandat de député. La même année, il est élu président de la communauté de communes Vierzon Sologne Berry. Il est reconduit dans ses fonctions en 2014 avant de laisser sa place à François Dumon en 2015,.
En 2017, Jean-Claude Sandrier, président de l'association « Urgence ligne POLT », axe Paris-Orléans-Limoges-Toulouse, est fait citoyen d’honneur de la ville de Souillac par son maire Jean-Michel Sanfourche.
En 2020, il choisit de ne pas se représenter aux élections municipales. Il est toutefois reconduit dans ses fonctions de président d'« Urgence ligne POLT ». Il est entouré de cinq vice-présidents : Frédéric Soulier, maire de Brive, Émile Roger Lombertie, maire de Limoges, Chantal Monjoint, adjointe au maire de Châteauroux et vice-présidente de l’agglomération, Jean-Noël Boisseleau, expert ferroviaire, et Jean-Jacques Lozach, sénateur de la Creuse.

## Décoration
- Chevalier de la Légion d'honneur[14].

## Mandats
- 3 octobre 1988 - 27 mars 1994 : conseiller général du Cher
- 1993 - 1995 : maire de Bourges
- 28 mars 1994 - 23 mars 1998 : conseiller général du Cher
- 18 juin 1995 - 18 mars 2001 : conseiller municipal de Bourges
- 01 juin 1997 - 18 juin 2012 : député du Cher
- 26 juin 2007 - 27 septembre 2010 : président du Groupe de la Gauche démocrate et républicaine
- 16 mars 1998 - 28 mars 2004 : conseiller régional du Centre
- 08 mars 2008 - 15 mars 2020 : conseiller municipal de Vierzon

## Publications
- George Sand, le parti du peuple, Éd. A à Z Patrimoine, 2004 ; réédition la Bouinotte, 2018 (préface de Georges Buisson ; postface de Jack Ralite)
- Pourtant l'argent coule à flots, Arcane 17, 2013
- Docteur, je suis communiste, est-ce grave ?, La Bouinotte, 2021